# Contratto con la morte
Contratto con la morte è un film del 2002 diretto da Keith Snyder.

## Trama
Ad Emmett Young, giovane detective della squadra omicidi di Philadelphia, viene diagnosticato un male incurabile. Per una serie di circostanze decide di ingaggiare un killer professionista perché lo uccida. Emmett, che non conosce il suo sicario e non sa come e quando agirà, tenta comunque di risolvere un caso prima che scocchi la sua ora.